# Abdul Hamid II

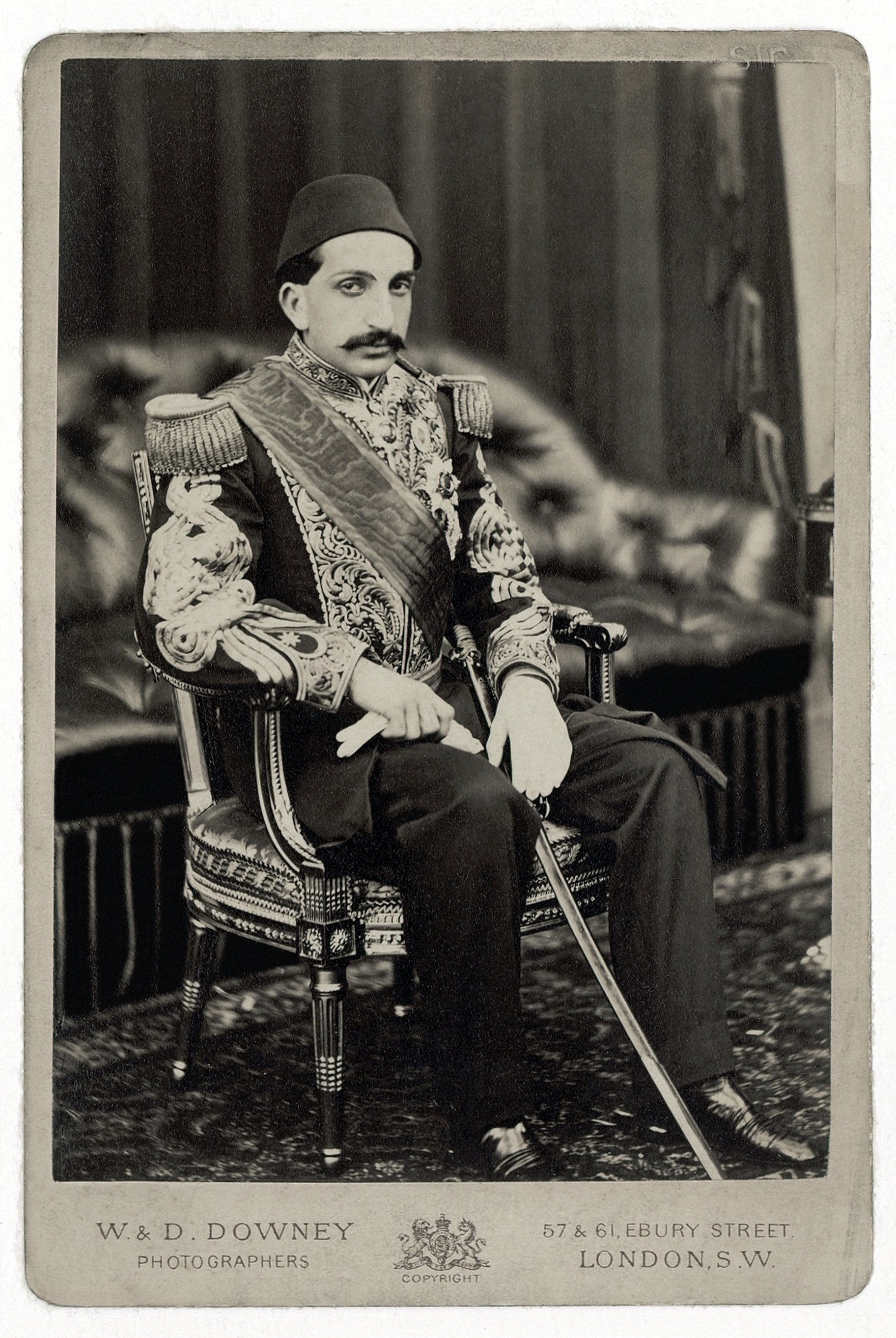
Abdülhamid II

Abdülhamid II (en turco otomano: عبد الحميد ثانی `Abdü’l-Ḥamīd-i sânî, en turco: İkinci Abdülhamid; Estambul, 21 de septiembre de 1842-Estambul, 10 de febrero de 1918) fue el 34.º sultán del Imperio otomano (31 de agosto de 1876 - 27 de abril de 1909), depuesto por la sublevación militar de los Jóvenes Turcos para ser sustituido por su hermano, Mehmed V. Fue el último sultán capaz de imponer su autocracia.
Segundo hijo del sultán Abdülmecid I y de su esposa, la armenia Tirimüjgan (Virjin), Abdülhamid II subió al trono en la deposición de su hermano mentalmente trastornado, Murad V, el 31 de agosto de 1876. Promulgó la primera constitución otomana el 23 de diciembre de 1876, principalmente para evitar la intervención extranjera en un momento en que la represión salvaje de los turcos del levantamiento búlgaro (mayo de 1876) y los éxitos otomanos en Serbia y Montenegro había despertado la indignación de las potencias occidentales y Rusia.

## Política exterior
En 1877 estalló la guerra ruso-turca (1877-1878), que terminó en un desastre para el Imperio otomano. Rusia impuso un duro tratado, el de San Stefano, que se sometió a una asamblea europea celebrada en Berlín, que lo aprobó el 13 de julio de 1878, aunque suavizado por los esfuerzos diplomáticos del Gobierno británico de Benjamín Disraeli.
La consecuencia de esta derrota fue el desmembramiento del Imperio otomano, que incluyó la cesión o «arrendamiento» al Reino Unido de la isla de Chipre, y obligado por su debilidad, la admisión del protectorado francés sobre Túnez en 1881. El imperio también tuvo problemas en Egipto, donde un jedive desacreditado, Ismail, tuvo que ser depuesto.
En 1879 estalló una rebelión de corte nacionalista, dirigida por un oficial del ejército egipcio, Ahmed Urabi. Abdülhamid mantuvo tan malas relaciones con el pachá Urabi, que el Reino Unido aplastó la rebelión enviando sus tropas con el pretexto de «imponer el orden» en 1882, consiguiendo el control virtual sobre Egipto y Sudán, aunque oficialmente siguieron siendo provincias otomanas hasta 1914. En 1923, el trono del pavo real renunció a sus derechos sobre Egipto y Sudán, firmando el Tratado de Lausana. La autonomía de Creta en 1898 y la independencia de Bulgaria en 1908 fueron otras consecuencias de la debilidad turca.

## Política interior
Al subir al trono tras la guerra entre la Sublime Puerta y Serbia en 1876, y la presión del grupo Jóvenes Otomanos y de su jefe, el Gran Visir Midhat Pasha, un político pro occidental, este le obligó a promulgar el 23 de diciembre de 1876 una Constitución, instaurando un Senado y una cámara de Diputados, declarando la igualdad ante la ley de todos los ciudadanos, incluidos los cristianos; la indisolubilidad del Imperio, la independencia de los tribunales, etc. Al ser derrocado Ahmet Mithat en 1877, Abdülhamid, que era contrario a estas reformas, disolvió el Parlamento. Posteriormente, ejecutó a Midhat en 1884.
Alrededor de 1890, los armenios empezaron a exigir las reformas que habían sido prometidas en Berlín. En 1892 y 1893 se inició una rebelión en Merzifon y Tokat, y Abdul Hamid, a pesar de ser hijo de madre armenia, no vaciló en aplastar esta rebelión con duros métodos, utilizando a los musulmanes locales (en la mayoría de los casos a los kurdos) contra el pueblo armenio. Entre 1894 y 1897, comenzaron las masacres de armenios, que acarrearon la muerte de entre 100.000 y 300.000 ciudadanos, entre hombres, mujeres y niños. Se conocen como las masacres Hamidianas y no se conocieron sino hasta el genocidio armenio de 1915. El mayor derramamiento de sangre fue en la provincia de Sasun.
Creta buscaba la unificación con Grecia, y ya en 1897 una expedición griega navegó a Creta para derrocar la administración otomana de la isla. Este acto fue seguido por la llamada Guerra de los Treinta Días en la que el Imperio otomano derrotó a Grecia. No obstante, unos meses después Creta fue tomada por el Reino Unido, Francia, y Rusia. El príncipe Jorge I de Grecia fue designado como gobernante y el Imperio otomano perdió Creta. 
Abdülhamid siempre resistió a la presión de los poderes europeos para rendirse tan sólo a la fuerza del desarrollo, considerándose el campeón del Islam contra la cristiandad agresiva. Fomentó sistemáticamente la ideología del pan islamismo, y redujo los privilegios de los extranjeros en el Imperio, que a menudo fueron vistos como un obstáculo al gobierno. También fueron enviados emisarios a países lejanos para predicar el islam y la supremacía del Califa. Durante su reinado, Abdul Hamid se negó a admitir las ofertas de Herzl para pagar una parte substancial de la deuda otomana a cambio de una autorización que permitiese a los sionistas instalar colonias en Palestina.
Sus apelaciones al sentimiento musulmán fueron impotentes contra la desafección generalizada dentro de su Imperio, debido a la perenne mala administración. En Mesopotamia y Yemen, las revueltas fueron endémicas; en zonas más próximas, en el ejército se mantuvo una apariencia de lealtad, y entre la población musulmana existía un sistema de delación y espionaje, así como los arrestos masivos. Abdul Hamid llegó a obsesionarse con la paranoia de ser asesinado, y se retiró al aislamiento fortificado de su Palacio.
En el verano de 1908 estalló una revolución y el sultán, al enterarse el 23 de julio que las tropas de Salónica marchaban contra Estambul, inmediatamente capituló: el día 24 un decreto anunció la restauración de la constitución suspendida de 1876; al día siguiente decretos adicionales abolieron el espionaje y la censura, y ordenaron la liberación de presos políticos. El 17 de diciembre, abrió el Parlamento turco con un discurso en el que dijo que el primer Parlamento había sido disuelto temporalmente hasta que la educación del pueblo hubiera sido elevada a un nivel suficientemente alto gracias a la ampliación de la instrucción en todo el imperio. Ninguna reforma educativa había sido aprobada en los 30 años anteriores.
La nueva actitud del sultán no lo salvó de la sospecha de intrigar con los elementos reaccionarios del Estado, una sospecha confirmada por su actitud hacia la contrarrevolución del 13 de abril de 1909, conocida como el Incidente del 31 de marzo, cuando una insurrección del ejército derrocó al gabinete.
El gobierno, restaurado por soldados de Salónica, dirigidos por el movimiento llamado Jóvenes Turcos, decidió deponer a Abdülhamid, y el 27 de abril, su hermano Reshad Efendi fue proclamado como el sultán Mehmed V. El exsultán fue confinado en arresto domiciliario en Salónica, entonces parte del Imperio otomano. Cuando esta ciudad fue tomada por tropas griegas en 1912, el sultán fue trasladado al Palacio de Beylerbeyi en Estambul.
Abdülhamid II murió en Magnesia de Jonia el 10 de febrero de 1918, apenas unos pocos meses antes que su hermano.
Fue el último sultán relativamente autónomo del Imperio otomano. Mientras sus vecinos europeos hacían ferrocarriles, producían automóviles, instalaban tendidos eléctricos e incluso comenzaban a construir aviones, el Imperio otomano no fue capaz de desarrollar ninguna industria avanzada. Los turcos vieron raramente algún beneficio de las reformas llevadas a cabo bajo el reinado del Sultán.

## Reformas

El imperio en tiempos de Abdülhamid II, con las principales líneas férreas.

En 1889, vio al Imperio Alemán como un posible aliado. El káiser Guillermo II fue invitado a Estambul dos veces: el 21 de octubre de 1889, y nueve años más tarde, el 5 de octubre de 1898.
El káiser envió oficiales alemanes, bajo la dirección del barón Colmar von der Goltz, para supervisar la reorganización del Ejército otomano y modernizar su armamento. Funcionarios del Estado alemán fueron invitados para reorganizar las finanzas del Gobierno turco, en un intento de Abdülhamid de tomar las riendas del poder en sus propias manos, ya que siempre desconfió de sus ministros. A cambio, en 1899 concedió a los alemanes la construcción de la vía férrea a Bagdad.
Un submarino turco de la clase Nordenfelt fue el primer submarino en la Historia en lanzar un torpedo mientras estaba sumergido, en 1886. Dos submarinos de esta clase, Abdülhamid (1886) y Abdülmecid (1887) se unieron a la flota otomana. Sus piezas de artillería fueron construidas por Vignes D. (Chertsey) y Vickers (Sheffield) en Inglaterra, y montadas en el Astillero Naval de Estambul.
El desbarajuste financiero lo forzó a consentir un control extranjero sobre la deuda pública por lo que, en mediante un decreto publicado en diciembre de 1881, entregó una gran parte de las rentas del imperio a la Administración Pública de la Deuda en beneficio de suscriptores, en su mayor parte extranjeros. 
Abdülhamid consiguió formar una administración pública eficaz, pero los altos impuestos agobiaban tanto a los musulmanes como a los cristianos, estallando continuas revueltas. Como represalia, se produjo en Estambul una matanza de armenios con la complicidad del propio sultán, que los acusaba de connivencia con los europeos.
Durante todo su reinado, su máxima prioridad fue reforzar la autoridad imperial reduciendo la del gran visir. Se sintió vinculado al Califato, promovió las peregrinaciones a la Meca y contribuyó a la modernización de Turquía al construir el Ferrocarril del Hiyaz entre 1900 y 1908, con intenciones tanto estratégicas como religiosas. Con los años, consiguió reducir sus ministros a la posición de secretarios, concentrando en él la administración del Imperio, pero la disensión interna no se redujo: Creta fue constantemente un foco de confusión. Los griegos que vivían dentro de las fronteras otomanas del Imperio no estaban satisfechos, al igual que los armenios.

## Últimos años
El 30 de octubre de 1912, en plena primera guerra balcánica, fue rescatado por un barco alemán de Salónica, a punto de ser conquistada por la Liga Balcánica, y trasladado a Constantinopla, a petición del Gobierno otomano.

## Características personales
A diferencia de otros sultanes otomanos, Abdul Hamid II viajó a otros países. En 1867, nueve años antes de llegar al trono, acompañó a su tío en una visita a Austria, Francia e Inglaterra. 

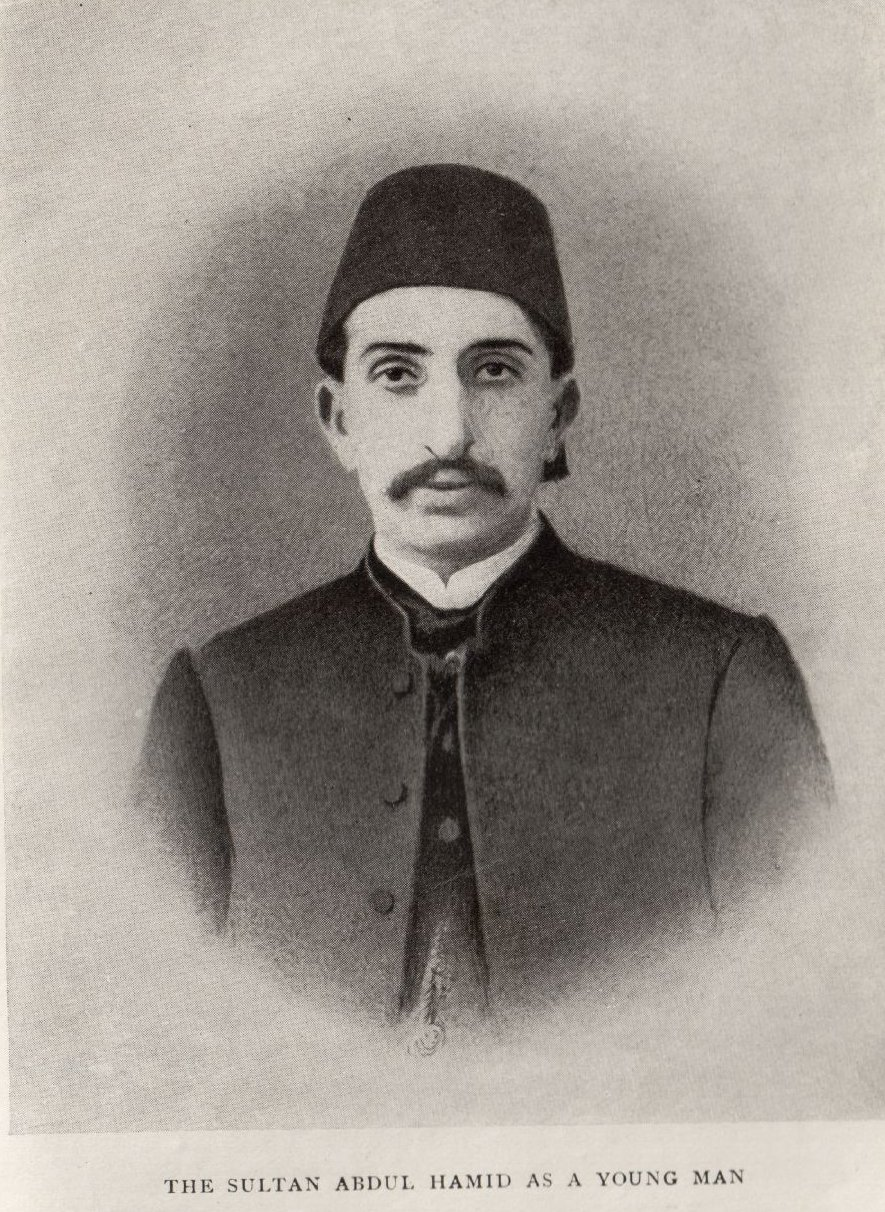
El sultán otomano Abdülhamid, de joven.

A su regreso, algunos comentaristas destacaron el hecho de que cabalgó prácticamente solo a la Mezquita de Eyüp Sultan, donde recogió la espada de Osman. La mayoría de los observadores europeos esperaba que Abdülhamid II tuviera ideas liberales, e incluso algunos conservadores se inclinaron a considerarlo con sospecha, como un reformista peligroso.
El cambio esperado no existió, el bajo nivel de los fondos públicos, una caja fiscal vacía, la insurrección de Bosnia-Herzegovina, en 1875, la guerra con Serbia y Montenegro, y el sentimiento que despertó en Europa por la crueldad utilizada al erradicar la rebelión búlgara en la llamada Sublevación de Abril, fueron todas ellas razones que demostraron su poca disposición a las reformas.
Durante su destierro en Salónica, se convirtió en un hábil ebanista (fabricó personalmente la mayor parte de su propio mobiliario, que aún se conserva en los palacios de Yıldız y Beylerbeyi, en Estambul).
Era un apasionado de la ópera y realizó de su puño y letra las primeras traducciones al turco de las óperas europeas. También compuso varias piezas operísticas para el recién fundado ‘’Mızıka-ı Hümayun’’, teatro de la Ópera del Palacio de Yıldız, y celebró allí numerosas representaciones de las obras de más éxito en Europa, como se muestra en la película El último harén (1999), del director turco-italiano Ferzan Özpetek, que comienza con una escena del sultán Abdul Hamid II asistiendo a una representación.
Temeroso de atentados contra su persona, no viajó con frecuencia (aunque más que muchos gobernantes previos), y ordenó realizar millares de fotografías de su imperio, fotografías que proporcionaron la evidencia visual de lo que sucedía en él. Obsequió grandes álbumes de fotografías a distintos gobernantes y jefes de Estado, inclusive los de Estados Unidos.
Fue también un poeta como muchos otros sultanes otomanos, sus poemas fueron recogidos por su hija Aisha, en el libro Mi padre, Abdul Hamid. En una ocasión regalo un anillo al papa León XIII.
| Predecesor: Murad V | Sultán del Imperio otomano 1876-1909 | Sucesor: Mehmed V |

## Galería de imágenes
Amenazado por varios intentos de asesinato, Abdülhamid II no viajaba a menudo (aunque sí más que muchos gobernantes anteriores). Las fotografías le proporcionaban pruebas visuales de lo que ocurría en su reino. Encargó miles de fotografías de su imperio, incluso al estudio de Constantinopla de Jean Pascal Sébah. El sultán regaló grandes álbumes de fotografías a varios gobiernos y jefes de Estado, entre ellos los de Estados Unidos y Gran Bretaña. La colección estadounidense se encuentra en la Biblioteca del Congreso y ha sido digitalizada.

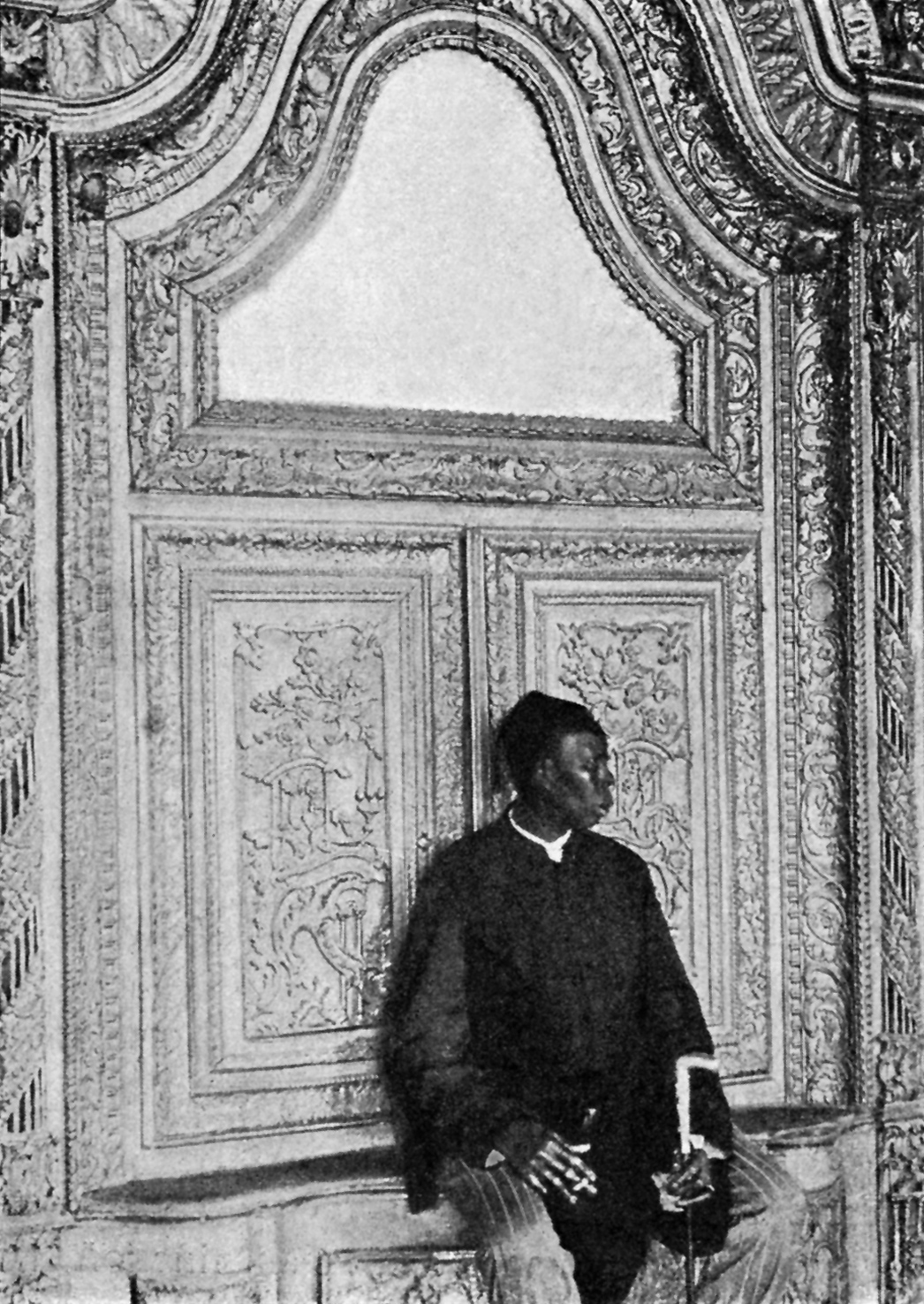
Eunuco cerca de la puerta del harén del sultán (del libro East and War (El Este y la guerra) de Vlas Doroshevich
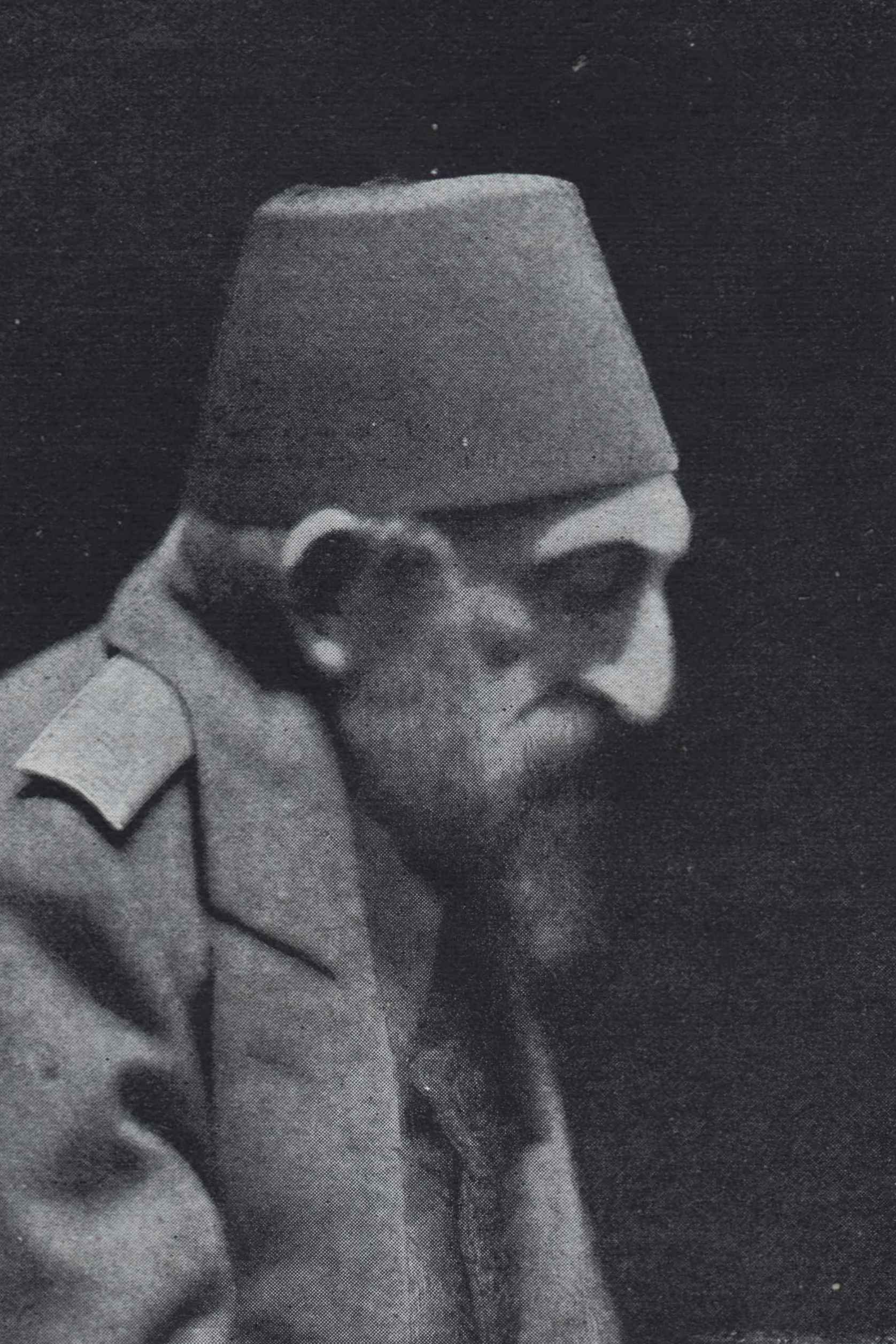
Fotografía de Abdülhamid II en 1908 (En L'Illustration)
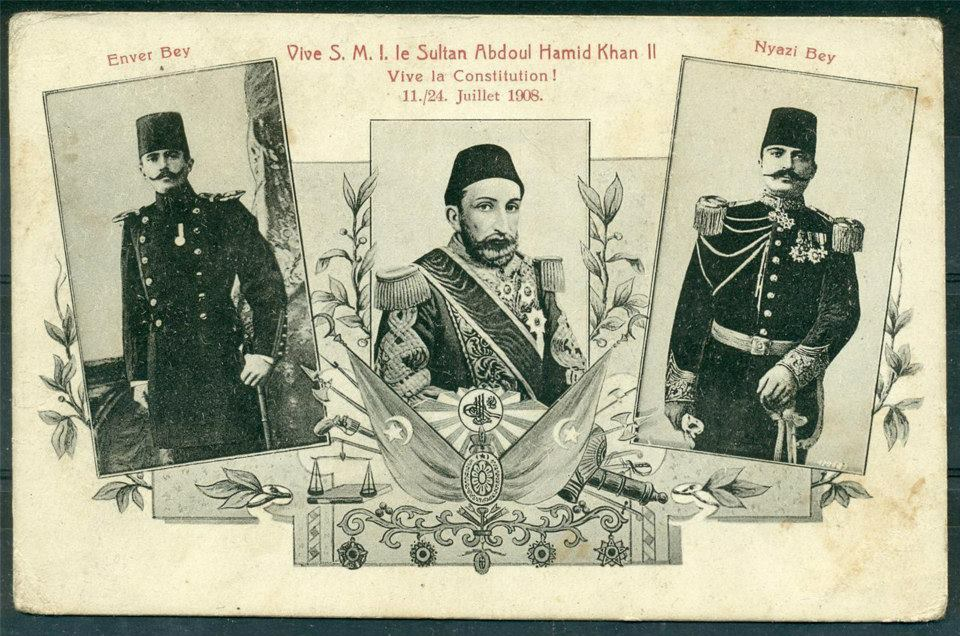
Enver Bey, el Sultán Abdülhamid II y Ahmed Niyazi Bey
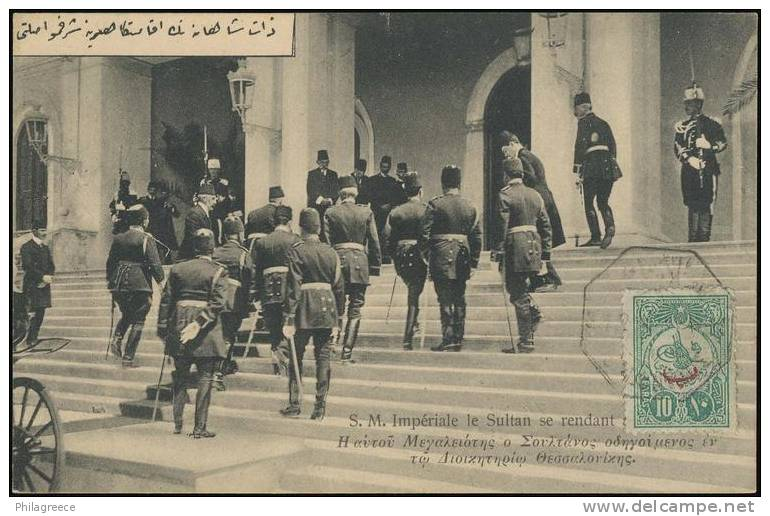
Abdülhamid II llega a Salónica
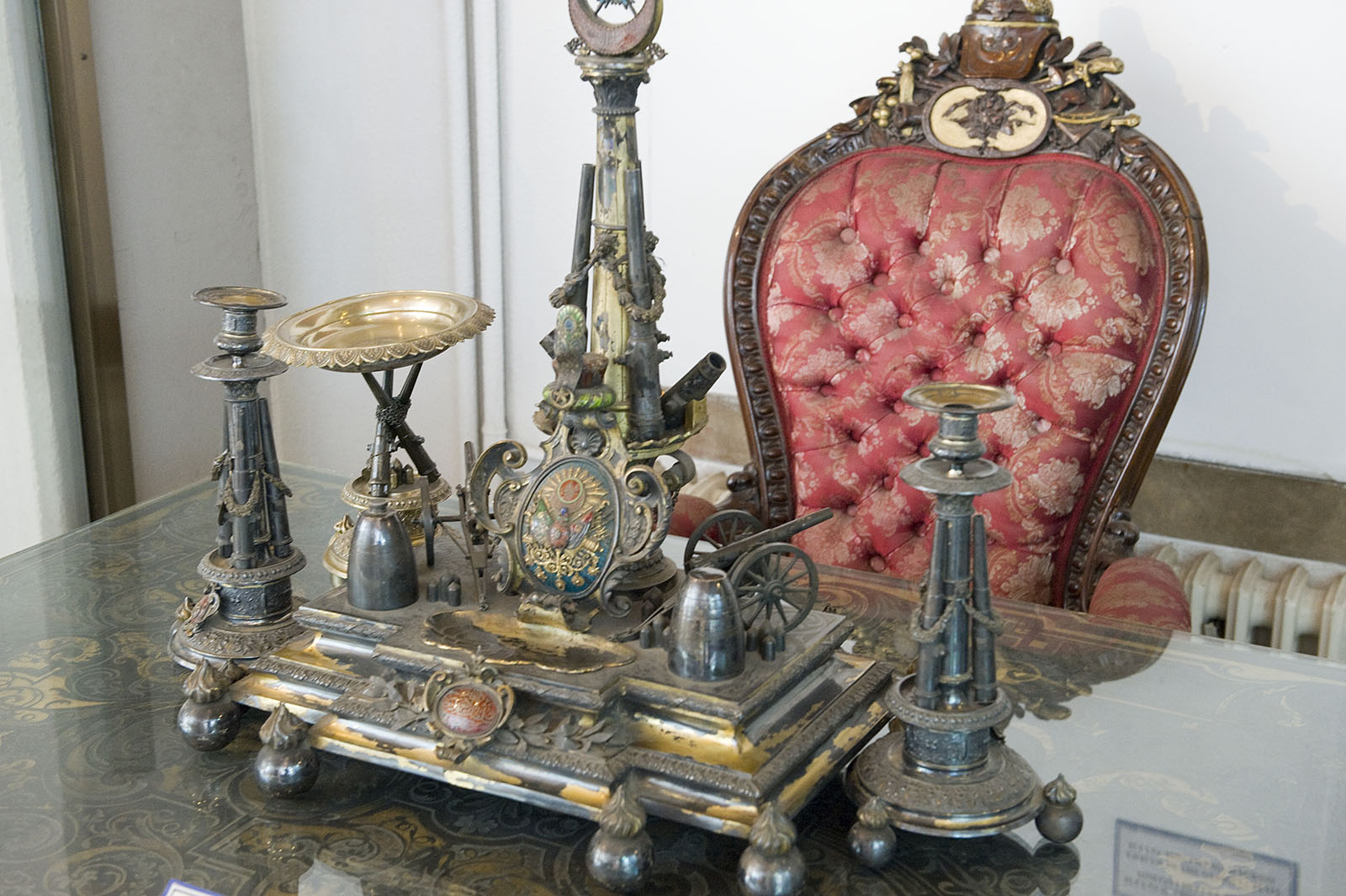
Escritorio de Abdülhamid II, actualmente en el Museo Militar de Estambul